# Білоозерський лісовий заказник
Білоозерський — лісовий заказник місцевого значення. Об'єкт розташований на території Любешівського району Волинської області, ДП «Любешівське ЛМГ», Білоозерське лісництво, кв. 15, вид. 14, 20, 22, кв. 16, вид. 13, кв. 17, вид. 14, 21, кв. 18, вид. 15, кв. 22, вид. 1, 35, кв. 23, вид. 7, кв. 26, вид. 6, 9, кв. 27, вид. 6, 7, 10, кв. 28, вид. 5, 7, 8, 13, кв. 29, вид. 13, 17, 26, кв. 35, вид. 8, кв. 36, вид. 7, 10, кв. 39, вид. 8, 9, кв. 40, вид. 2, 9, 15, кв. 41, вид. 6, 9, кв. 46, вид. 23, кв. 57, вид. 20, 21, 30—32, кв. 58, вид. 2, 8, 13, ква. 60, вид. 12.
Площа — 276,5 га, статус отриманий у 2003 році. Входить до складу  національного природного парку «Прип'ять-Стохід» та до Смарагдової мережі Європи.
Охороняються вільхово-березові та соснові лісові насадження, де зростають рідкісні види рослин, занесені до Червоної книги України: плаун колючий (Lycopodium annotinum), щитолисник звичайний (Hydrocotyle vulgaris). Також трапляються види птахів, занесені до Червоної книги України та міжнародних охоронних списків - глушець (Tetrao urogallus), змієїд (Circaetus gallicus) та лелека чорний (Ciconia nigra).